# 行走佛

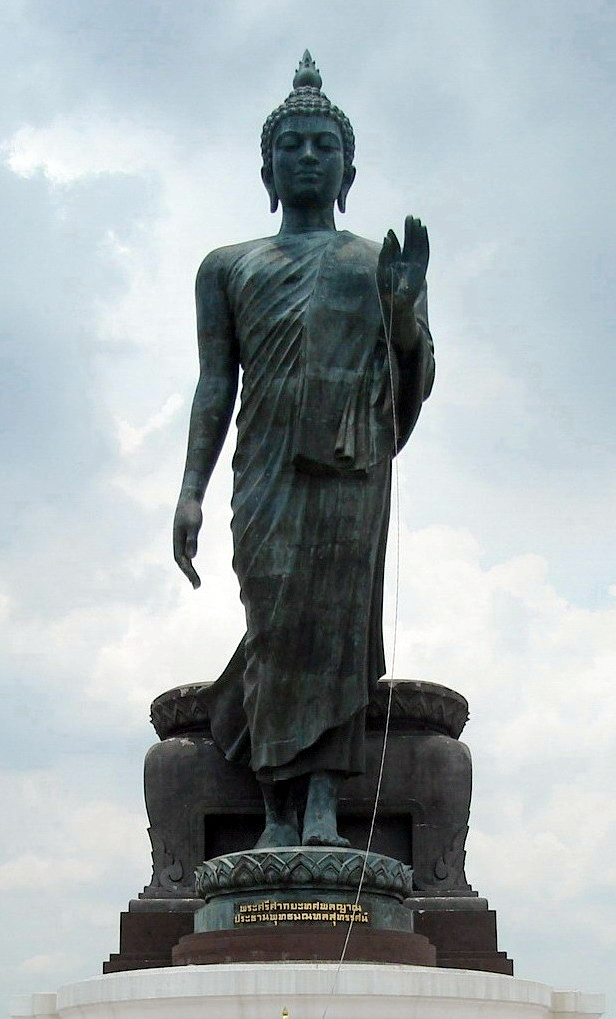
泰国佛统府普他蒙通公园的一尊行走佛铜像，高5.7米。

行走佛（音译帮里拉）是泰国一尊具有特色的佛像，起源于素可泰王朝时期，于14世纪末期之后开始发展。佛像呈行走姿态，左手结施无畏印，右手垂下。

## 图库

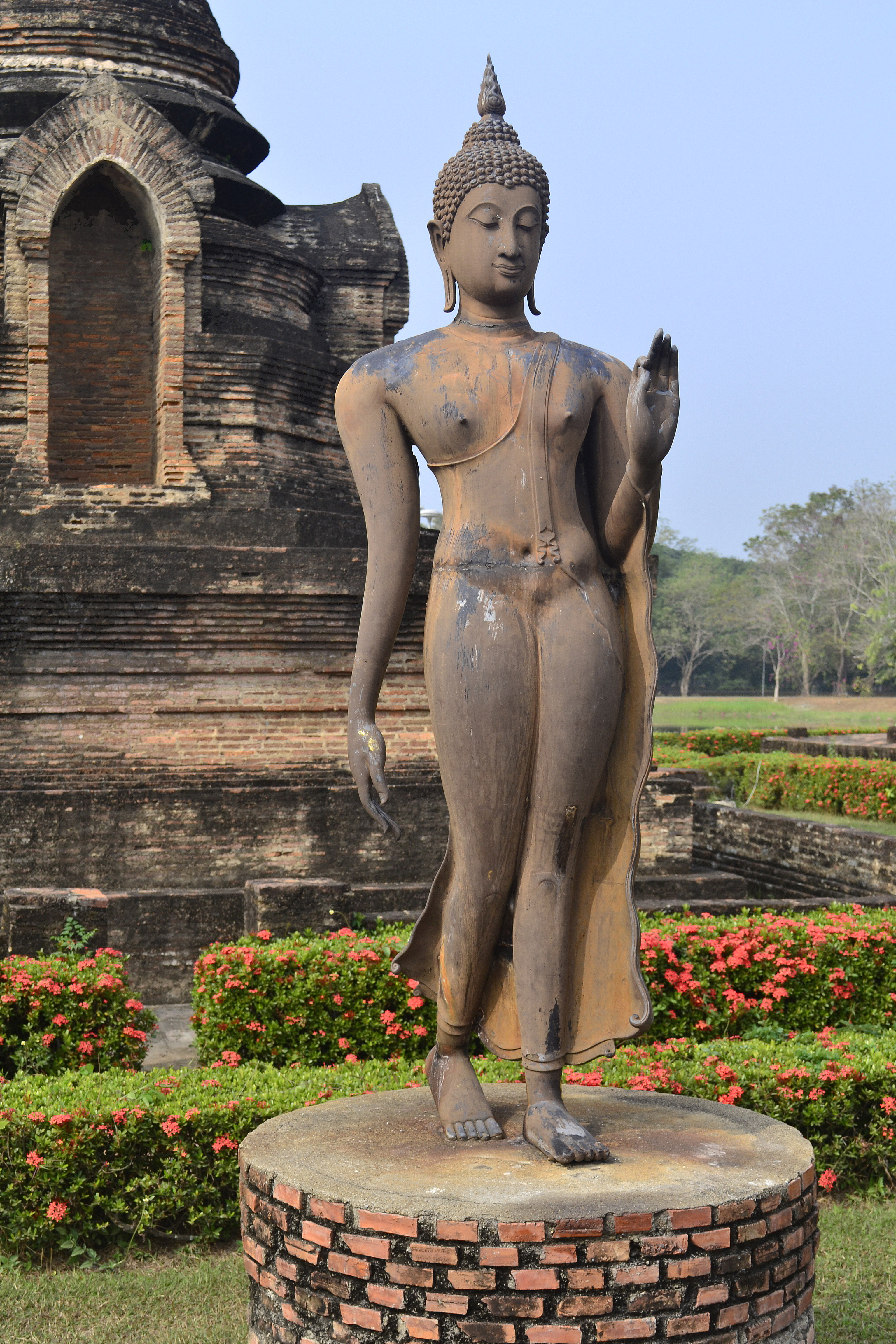
素可泰历史公园沙西寺
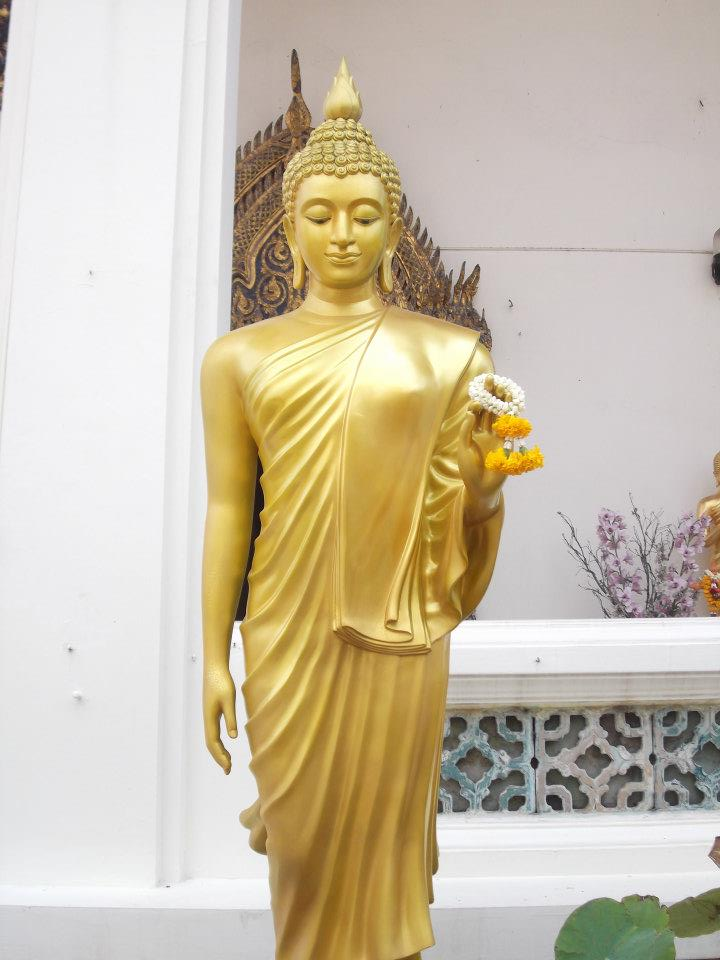
曼谷龙船寺
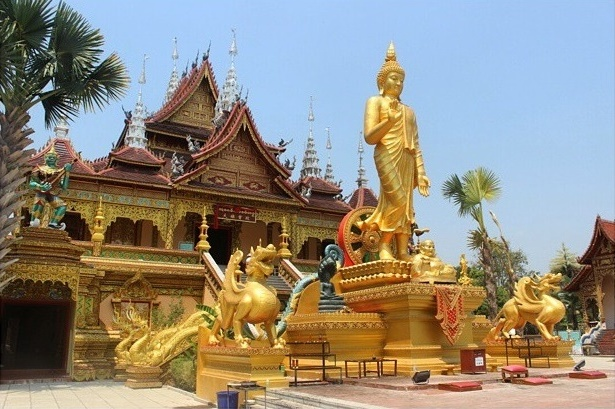
云南西双版纳总佛寺